# Življenje in tehnika
Življenje in tehnika (kratica ŽIT) je slovenska mesečna poljudnoznanstvena revija. Prva številka te revije z naslovom Ljudska tehnika je izšla leta 1950. Leta 1952 je dobila zdajšnje ime. Izdaja jo založba Tehniška založba Slovenije.
Revija je osredotočena v glavnem na članke o znanosti, tehniki, tehnologiji, medicini, biologiji, arheologiji in računalništvu. Stalno rubriko zasedajo tudi kratke znanstvenofantastične zgodbe različnih avtorjev.
Izhaja v nakladi 15.000 izvodov.